# Ivan Blatný
Ivan Blatný, né le 21 décembre 1919 à Brno en Moravie et mort le 5 août 1990 à Colchester, Angleterre, est un poète tchécoslovaque.
Ivan Blatný est le fils de l'écrivain expressionniste Lev Blatný (en). Son premier recueil, Paní Jitřenka, est publié en 1940. Il devient membre du Groupe 42 en 1942, en compagnie du critique d'art Jindřich Chalupecký (cs), des poètes Jiří Kolář, Josef Kainar (en), Jiřina Hauková (en), des peintres Kamil Lhoták (en), František Hudeček (cs) et František Gross (cs). L'influence du Groupe 42 est notable dans les deux recueils Tento večer (1945) et Hledání přítomného času (1947).
Exilé en Angleterre, il fait plusieurs séjours en hospices et hôpitaux psychiatriques. Il reprend son activité poétique après 1970.

## Liste des œuvres
- 1940 : Paní Jitřenka (Le Chant de Vénus)
- 1941 : Melancholické procházky (Promenades mélancoliques)
- 1945 : Tento večer (Ce soir)
- 1947 : Hledání přítomného času (À la recherche du temps présent)
- 1979 : Stará bydliště (Vieux Domicile)
- 1980 : Pomocná škola Bixley (Cours Bixley pour retardés)

## Traduction
- (cs + fr) Ivan Blatný (trad. Erika Abrams, préf. Zbyněk Hejda), Le Passant, La Différence, coll. « Orphée », 1992 (ISBN 2-7291-0867-X)